# 十二年籠山行

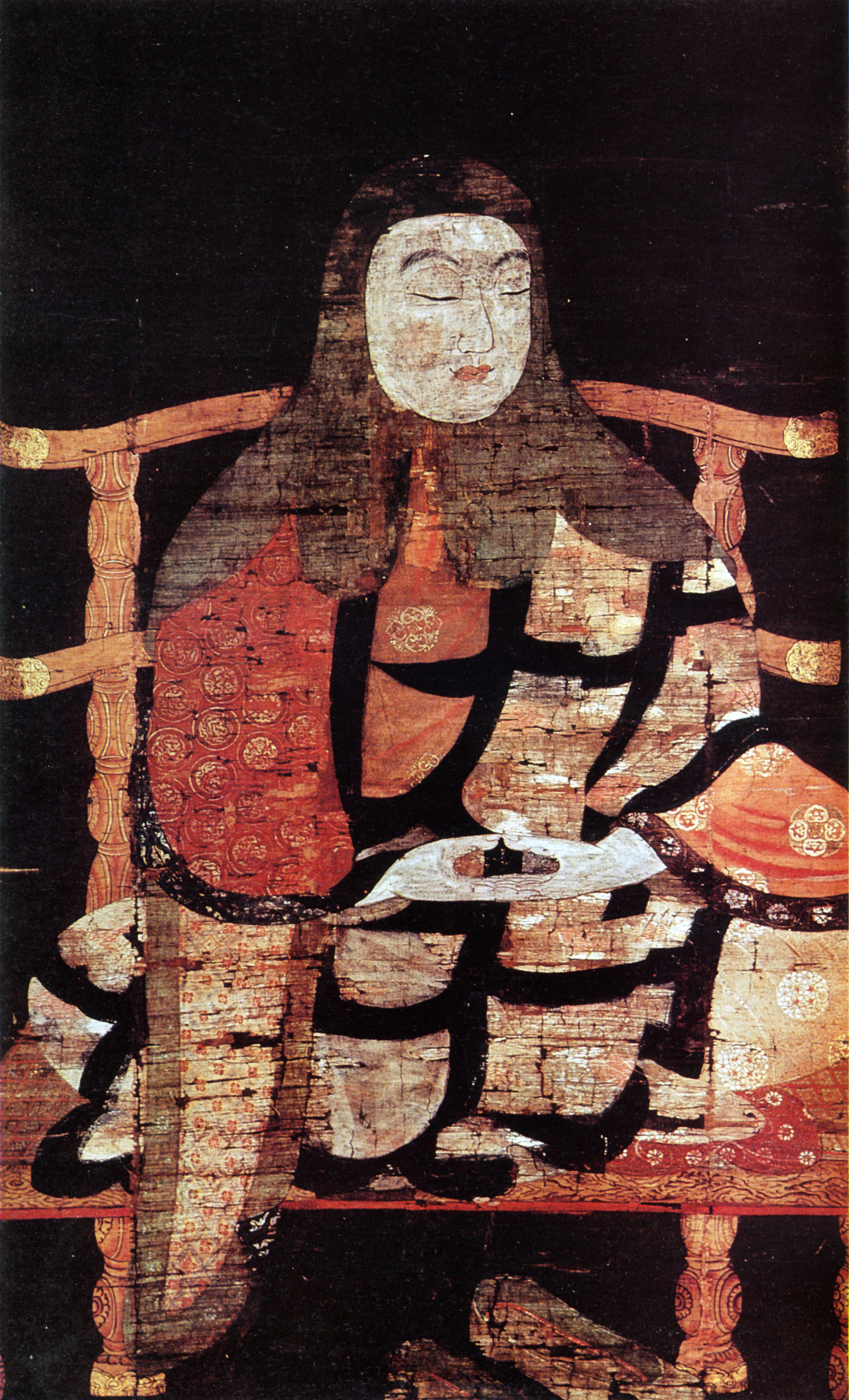
最澄像 一乗寺蔵

十二年籠山行（じゅうにねんろうざんぎょう）は、天台宗総本山の延暦寺にて、12年を一期として宗祖である最澄（伝教大師）に仕える行をいう。「千日回峰行」に並ぶ比叡山の難行として知られる。

## 概要
籠山僧は、延暦寺山内で最も聖域にあたる最澄の廟所、浄土院に籠って、彼が生きているかのように仕え、祈りを捧げる毎日を送る。拝殿には本尊として最澄の姿が描かれた御絵像が安置され、籠山行に臨む籠山僧はその真影（しんえい）に侍（はべ）ることから、「侍真」（じしん）とも称される。
密教の蘇悉地経を基に、820年（弘仁11年）に最澄が著した『顕戒論』の言葉「最下鈍者 經十二年 必得一驗」（最下鈍の者も、十二年を経ば、必ず一験を得んことを）から、この籠山行は12年と定められている。ただし、たとえ十二年間の籠山を満行したとしても、後任の侍真が現れない限り、自らの意思でこの籠山行を終えることはできない。また、山内には結界が設けられており、侍真がこの結界外に出ることは許されない。
2021年（令和3年）4月に、渡部光臣（わたなべこうしん）が満行を果たす。元禄年間に制度として確立してから117名が侍真として籠山行に臨み、渡部は81人目の満行者となった。

## 歴史

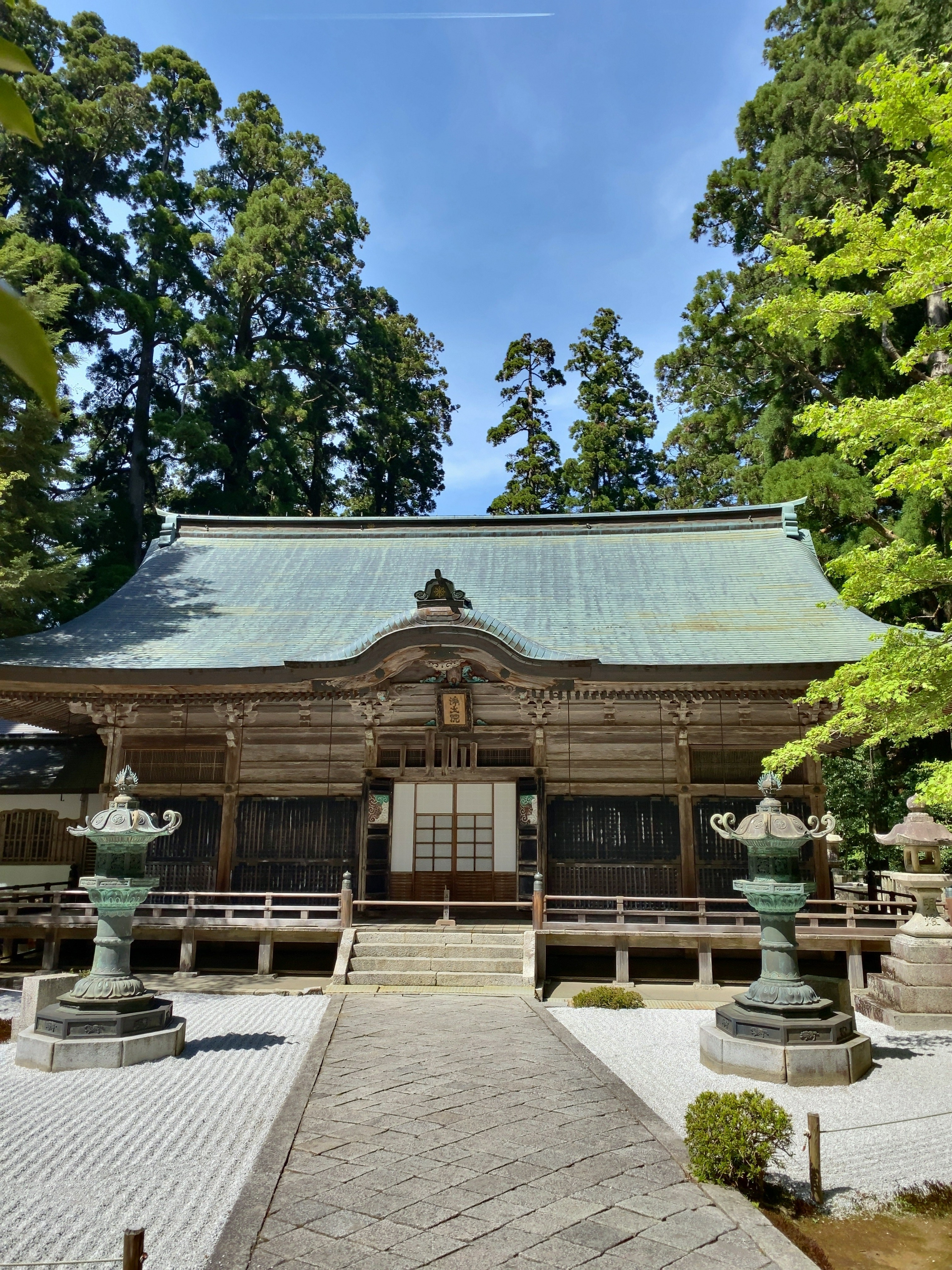
浄土院拝殿

十二年間の籠山は、もともと最澄が、自身の弟子たる比叡山での修行僧に対して求めたものである。しかし、平安時代後期になると山内の規律が乱れ、相次いで結界を破って京都まで物見遊山する修行僧が多発することとなった。この姿を憂えた良源（元三大師）が『廿六箇条起請』を定め、修行僧を厳しく戒めた。鎌倉時代に入って、興円が当初のかたちでの十二年間の籠山制度を復調させたものの、時を追うごとに籠山者は途絶えがちとなり、室町時代に真盛（慈摂大師）が十二年間の籠山を満行するも、その後はほとんど後に続く者の出ない状況が続いていった。
織田信長による比叡山焼き討ちを経てそのほとんどが壊滅し、大僧正天海（慈眼大師）によって復興された延暦寺において、「昔の教えに従って戒律を守る」という視点から、この機に緩んでいた修行僧の戒律を再堅持させるべく、17世紀末の元禄年間に妙立慈山、霊空光謙の師弟僧侶が、再建された浄土院と十二年間の籠山制度を結び付けて、浄土院境内で十二年間の籠山行を遂行するように取り決めた。
加えて、師匠たる妙立慈山が好相行（こうそうぎょう）を満行したうえで籠山行に臨んだことを踏まえ、霊空光謙は好相行の満行を籠山行に入る侍真の前提条件に加えた。こうして現在に至る十二年籠山行制度が確立することとなった。

## 規程
最澄は『山家学生式』（天台法華宗年分度者回小向大式）のなかに、十二年籠山行に入るための必須条件として、「至心に懺悔して、必ず好相を得、仏像の前（みまえ）において、自誓受戒せよ」と定めている。
加えて、彼は『顕戒論』において、「懺悔して好相を得よ」と言及する『梵網経』を引きつつ、好相について次のような認識を示している。
| 「 | ねんごろに過去・現在・未来の千の仏を礼拝して好相を見ることを実現せよ。七日、十四日、二十一日、ないし一年間行い、好相を得ることが必要である。好相とは、仏が出現して行者の頭をなで、光かがやく華や種々の不思議な相を見て、そこで罪を滅することができるのである。もしこのような好相を得ることがなければ、懺悔しても益がない。 | 」 |

こういった言及をもとに、十二年籠山制度は宗教法人延暦寺で定められた制規に、下記のとおり定められている。
つまり、十二年籠山行に臨むためには、5年以上比叡山で籠山したうえで好相行を満行させ、大戒壇を受けて籠山比丘とならなければならない。加えて後述のとおり、好相行に臨む僧侶の条件も別途設けられている。
侍真が十二年籠山行を満行しても、次の籠山比丘がいない場合には、後継となる籠山比丘が現れるまで、引き続いて侍真を務める必要がある。十二年籠山行を含めた比叡山の行はすべて「行不退」とされ、自らの意思では途中で行を投げ出すことは許されない。これを遂行できなければ、その行者は自裁または還俗を選択しなければならないとされる。ただし、侍真以外に籠山比丘が存在する場合に、その者が後任の侍真を務めるのであれば、現侍真は6年の籠山を経て行を終えることが規則上許されている。
かつては、不測の事態により籠山比丘が不在となったことが幾度かあり、その折には比叡山の住職約七十余名が持ち回りで浄土院に詰めたという。

## 好相行

### 概要
十二年籠山行に臨む侍真となるには、前述した制規のとおり、好相行を満行させなければならない。
「好相」とは行者が仏の姿を目の当たりにすることをいう。好相行とは、「三千仏を拝む」という仏教の作法に則して好相を感得し、侍真として最澄に仕える状態にまで心を清めることを目的とした行である。元禄年間に制度として確立してから、115人の行者が満行している。

### 資格
好相行に入る行者となるためには、大卒の学歴を有し、本山交衆（きょうしゅう）または本山修学生の課程を履修した天台宗の教師資格保有者で
で、かつ心身健康な年齢40歳未満の独身の男性に限られている。但し、年齢については、特に執行が認めた者はこの限りではないとされる。
本山交衆とは、延暦寺一山の住職になるために必要な三年間の籠山修行を意味し、具体的には比叡山行院の助手、居士林の助手、浄土院の助手（後述の通り「助番」とも称される）に加えて延暦寺諸堂での教学、法儀音律、布教および止観を修習し、百日回峰行と四種三昧を実践することとされる。

### 手順
好相行は浄土院の拝殿右側の一角または境内の堂の一角で行われる。白幕を張り、その中の正面に「授戒の三聖」たる釈迦如来、弥勒菩薩、文殊菩薩の描かれた大きな掛け軸を吊るし、一対の燭台、香炉、樒の葉を入れた器、一礼ごとに鳴らす磬を置く。
座布団の上に麻布が敷かれる。ろうそくの明かりに限られる堂内で、過去、現在、未来の三千仏の仏の名を記した『三千仏名経』に記された順番に、焼香して花を献じ、磬を鳴らして「ナームー、○○○仏」と仏の名前を唱えて立ち上がっては、麻布の上に両膝、両肘をつけるようにして額を床につけ、両腕を伸ばして掌を上に床に置く五体投地にて礼拝を行う。一礼が終わると右手で焼香して散華し、磬を一打しては、次の仏の名を唱えては再び立ち上がる。これを一日に三千回繰り返してゆく。
好相行は好相を感得するのが目的であり、それまで朝の冷水による沐浴、三度の食事、都度の用便を除き、終日にわたって礼拝を続けなければならない。不眠不休が求められ、礼拝の間は横臥することは許されない。ただし疲労困憊した折には、堂内後方に用意された縄床（じょうしょう）という縄で編まれた椅子に座ることはできる。
多くの場合は三か月ほどで「開目閉目して仏を拝む」かのような好相が現れるという。現侍真の渡部は75日目に、前侍真の宮本祖豊は二度の中断を経て足掛け3年、585日をかけて感得に至っている。
本行によって好相を感得した行者は、過去に好相行を満行した侍真僧に、昼夜を問わず直ちにその旨を報告する。侍真僧がこれを真正の好相であると認め、さらに天台座主が好相の内容を吟味したうえで重ねて認定を下せば、好相行は満行となる。

## 大戒壇

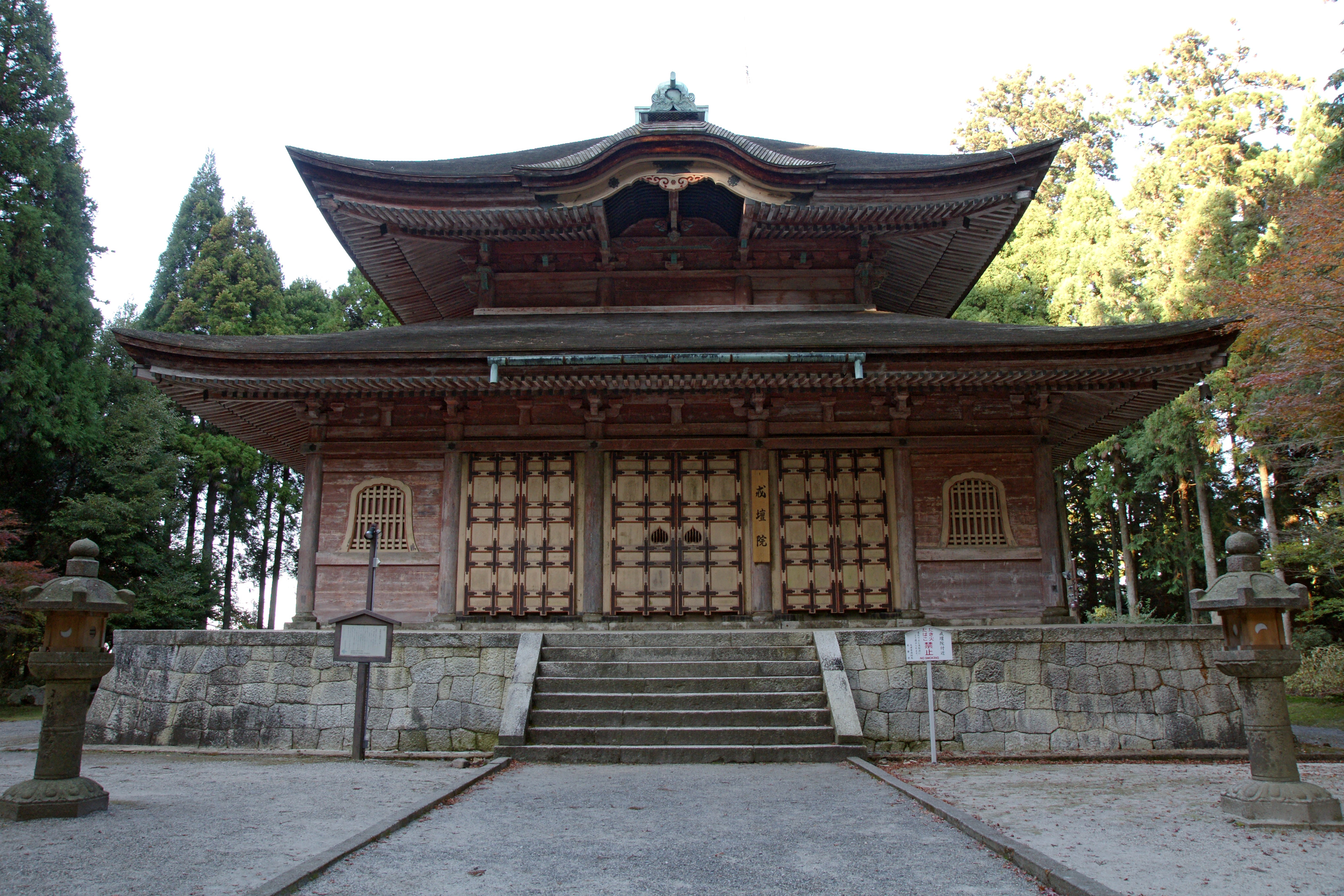
戒壇院

好相行満行から日を改めて、戒壇院にて「御仏から直接戒律を受ける」というかたちで、行者は天台座主以下十数名の高僧が集まる中で自ら誓って受戒を行う。この儀式を「大戒壇を受ける」と称する。この段階で行者は籠山比丘となる。同日、天台座主が侍真の辞令を下し、この日をもって侍真として十二年籠山行に入ることとなる。
祝いの会食が催された後、それまでの侍真から引き継ぎに関する書類をはじめ、廟所や、秘伝とされる最澄自作の阿弥陀如来の厨子の鍵を受け取る。あわせて新旧の侍真二人だけでこの厨子を開扉し、阿弥陀如来像の現存を確認する。
厨子の開扉は侍真の引き継ぎの際に限られ、侍真は就任時と退任時の二度に限って、この阿弥陀如来像を目にすることとなる。

## 侍真の生活

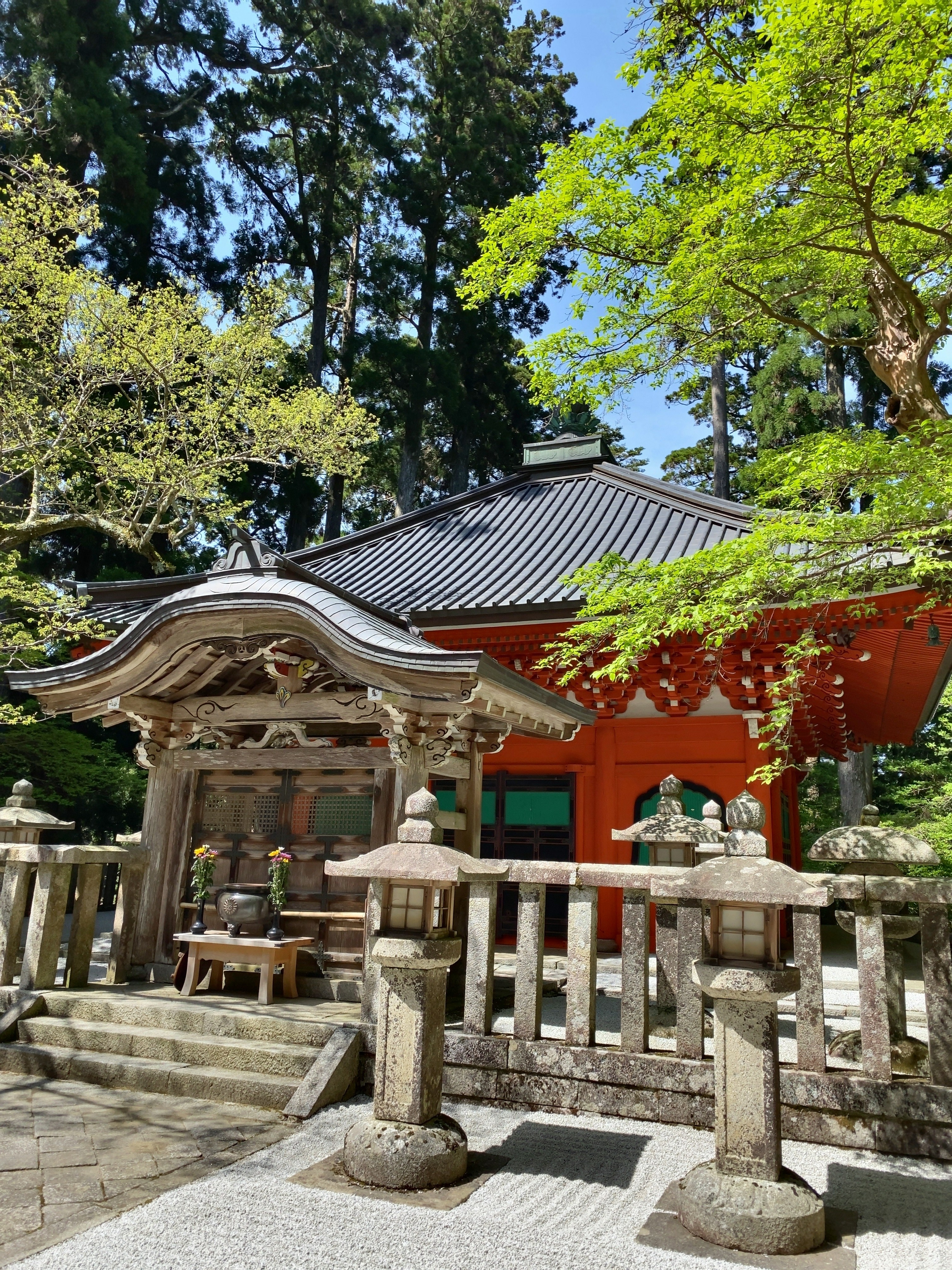
拝殿後方に位置する浄土院伝教大師御廟

侍真は3時半に起床。4時から一時間にわたって朝勤行を行う。5時と10時に真影に食事を供え、茶と菓子を献じて30分間の勤行をしたのちに、そのお下がりをいただく。朝食後は阿弥陀堂にて三部経を読誦し阿弥陀如来供養と国家平安および皇室安泰の祈祷を、昼食後は境内や道場内の掃除を行う。16時から一時間にわたって夕勤行を行い、17時の閉門後は経を学び写経するなど自らの修行に打ち込む。21時に就寝する。侍真は一日二食限りで、夕食を摂ることはない。
最澄を「四六時中坐禅瞑想に入られている生身のお大師さま」と捉え、侍真は開扉後、最澄が拝殿に移れるように障子を一寸開けたままの状態にして、勤行、供食など一連の動作のそれぞれ5分前に、毎日43回の鐘を打ち鳴らして知らしめる。
浄土院の開門、閉門、食事の準備は助番（本山交衆制度の課程のひとつで、侍真を補佐する僧侶）または寺務員が行う。助番は、自身の吐く息がかからないように手製のマスクをつけて、高足膳に食事を乗せて拝殿まで持参し、同様にマスクをつけた侍真が受け取った後、真影に供える。勤行が終わったら、侍真は再びマスクをして膳を下げ、飯を釜に戻してかきまぜた後、そのお下がりを助番や寺務員とともにいただく。
食事に用いる水や飲料水は、最澄に供するべく、浄土院だけに引いている湧き水を用いる。

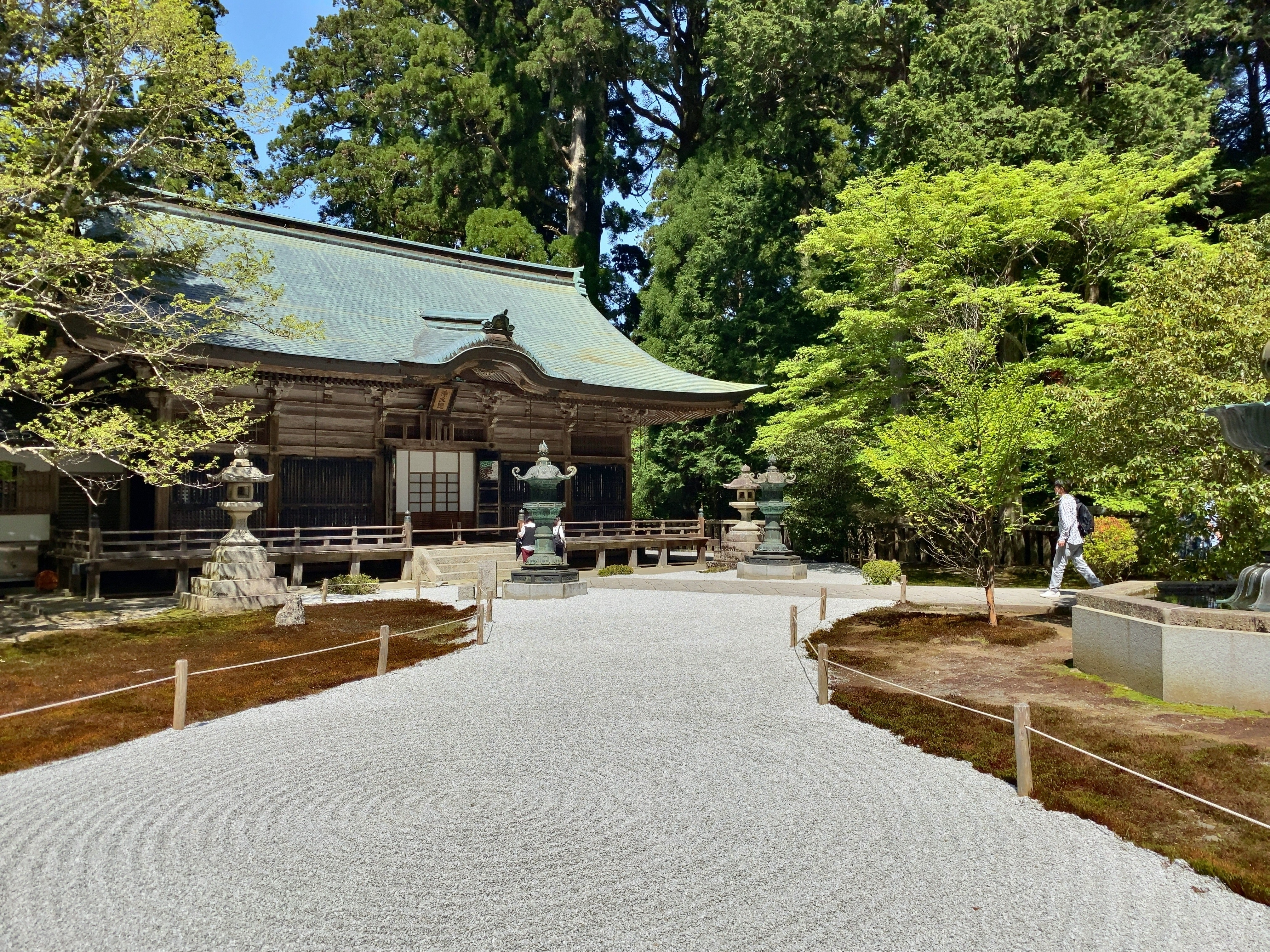
浄土院境内

午後の掃除では、侍真は廟所境内の白砂に落ちた枝葉を竹ぼうきで掃いてゆく。廟所の周囲には沙羅双樹や菩提樹の巨木が根を張り、地面に落ちたそれらの枝葉を集めては、その手で白砂をより分けて大きな袋に入れる。毎日およそ2時間、ひたすらこれを繰り返すこととなる。
十二年籠山行における一日の流れは、一年を通じて何ら変わらない。侍真に休日はなく、交代もおらず、浄土院は比叡山中で最も湿気の多いところにあり、侍真は一日二食の完全なる精進料理のみであるため栄養状態は悪く、侍真を務めた行者の平均寿命は56歳ないし57歳とされる。たとえ病気になったとしても医師に診てもらうことも不可能であり、そのため自ら徹底した体調管理を心掛ける必要がある。
助番は、侍真の朝食後の読誦や祈祷中も掃除を行う。廟所境内の掃除は、前述のとおり昼食後に侍真自らが行うため、助番は1kmにわたる参道や灯明皿の掃除を担う。廟所の清浄を保つために半日にわたって焚き続ける抹香を、灰の上で型に入れて押し固める作業も行う傍ら、それぞれの食事の支度を行い、朝夕の勤行における坐禅にも加わる。

## 浄土院

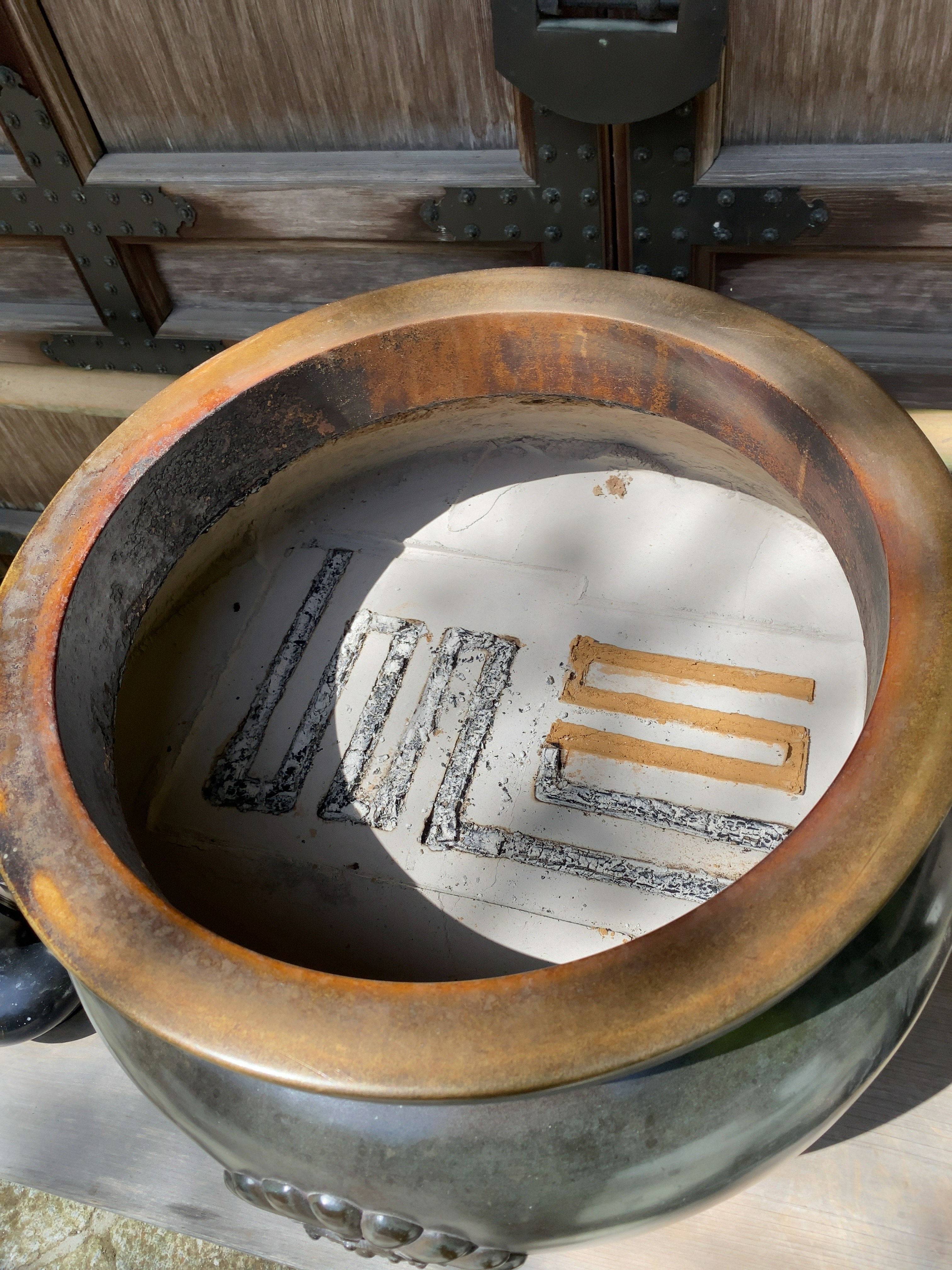
御廟前に配置される常香盤

根本中堂を中心とした東塔（とうどう）、釈迦堂を中心とした西塔の両エリアの中間地点に位置し、浄土院は東塔に所属する。822年（弘仁13年）に死去した最澄の遺体を、円仁（慈覚大師）が854年（仁寿4年）にこの地に移して安置した場所とされる。
境内の唐門、拝殿、伝教大師御廟の3点につき、国による重要文化財指定がなされている。
織田信長による比叡山焼き討ちで焼失したのち、浄土院は徳川家光の代に再建されることとなった。ただし、廟所の正確な場所は不明だったため、大方の見当で当地に建立されている。再建時には廟所を守る僧侶は誰もいない状態であった。
もともと比叡山は聖地として女人禁制であった。1872年（明治5年）に明治政府の神仏分離政策の流れの中で、神仏混淆の修験道に廃止令が出されたことを受けて解かれることとなったが、最澄の廟所である浄土院においては、なおその結界が固く守られている。聖域であるがゆえに清浄が求められ、草一本、落葉一枚残していてもいけないと、掃除地獄と呼ばれるほどの徹底した掃除が侍真以下助番、寺務員により毎日欠かすことなくなされている。